# Formica obscuripes
Formica obscuripes es una especie de hormiga del género Formica, familia Formicidae. Fue descrita científicamente por Forel en 1886.
Se distribuye por Canadá y los Estados Unidos. Se ha encontrado a elevaciones de hasta 3115 metros. Vive en microhábitats como rocas, piedras, montículos, nidos y forraje.